# Železniční trať Banská Bystrica – Harmanec

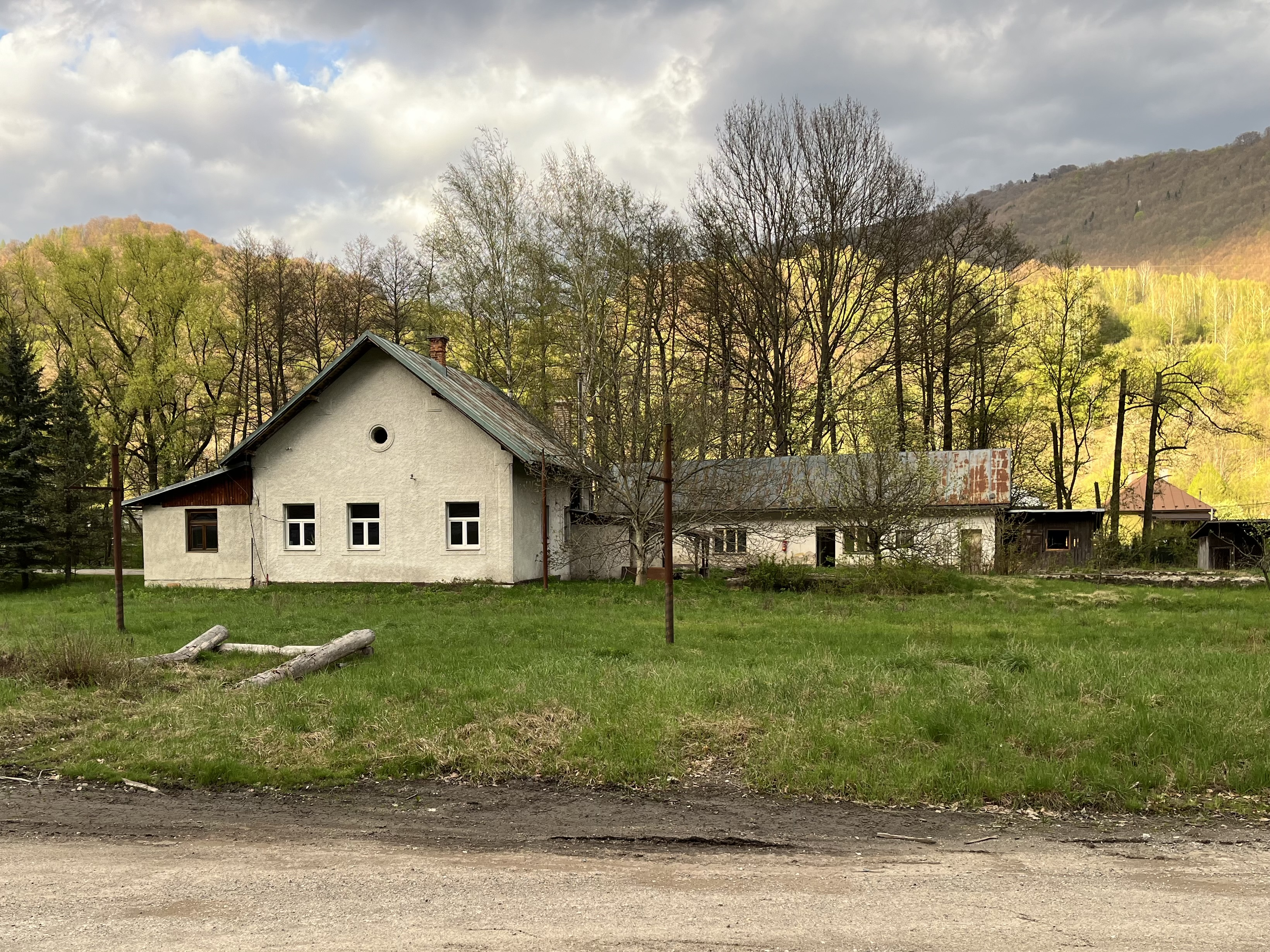
Budova bývalé železniční stanice Ulmanka v obci Uľanka, která se dochovala do současnosti.

Železniční trať Banská Bystrica – Harmanec je zrušená místní železniční trať na Slovensku o rozchodu 1435 milimetrů, která byla v provozu mezi lety 1913 a 1940. Trať měla délku 12,8 km a spojovala město Banská Bystrica s obcí Harmanec a místní papírnou.

## Historie a popis trati
Potřeba propojení Harmanecké papírny, jednoho z největších papírenských závodů v tehdejším Rakousko-Uhersku, s městem Banská Bystrica a celouherskou železniční sítí vedla k zahájení výstavby železniční trati Banská Bystrica – Harmanec. Koncesi na výstavbu a provoz trati, vydanou uherským ministerstvem obchodu pod číslem 48440, získali 1. července 1913 budapešťská stavební firma Fried a Adorján společně s inženýrem Viliamem Fórisem. Samotná trať byla dokončena v rekordním čase a uvedena do provozu 31. října 1913.

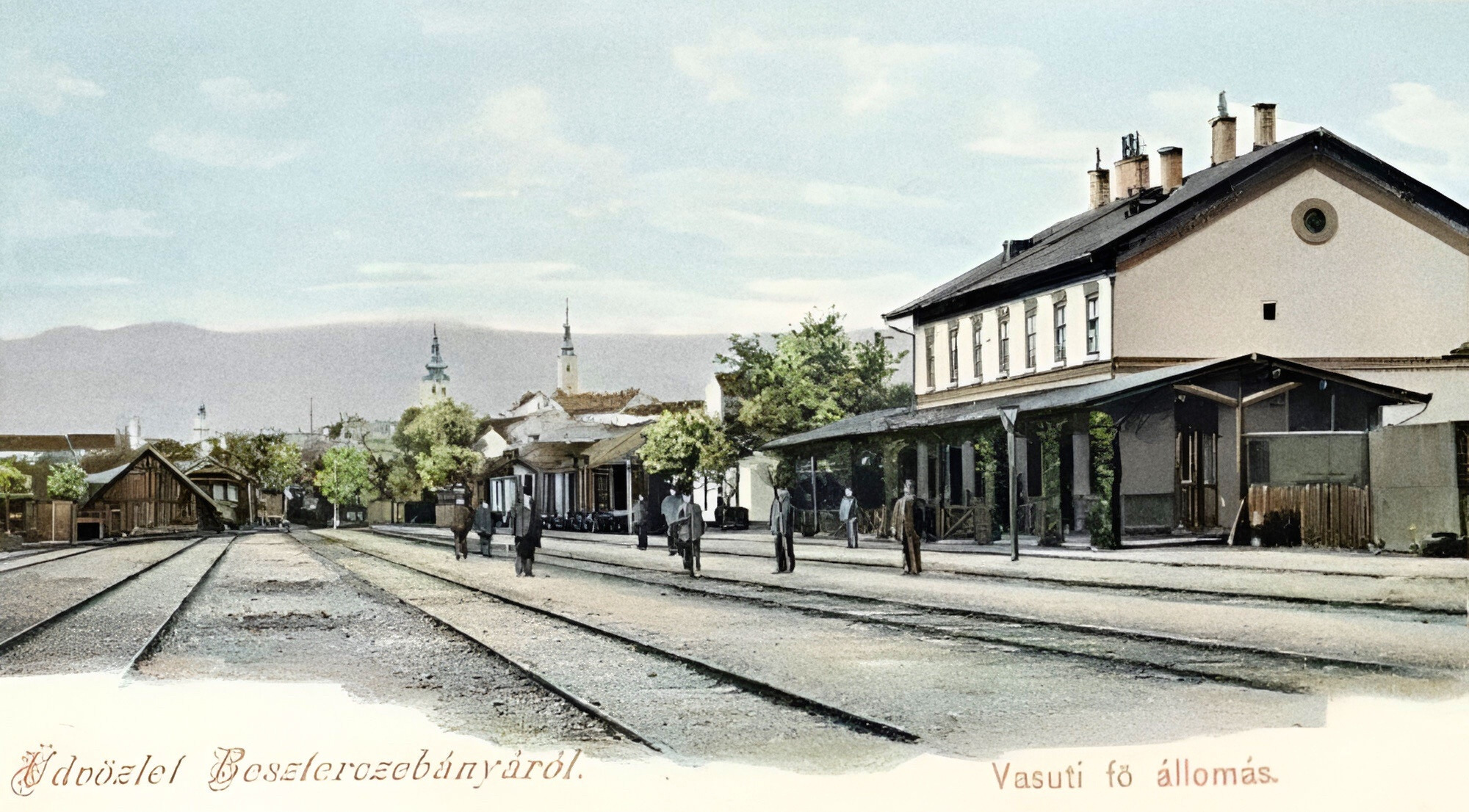
Původní železniční stanice v Banské Bystrici, kde trať do Harmance začínala. Stanice byla postavená v roce 1874 na trati ze Zvolena. Fungovala do poloviny 50. let 20. století, kdy ji nahradila současná hlavní stanice.

Na trati byly zřízeny dvě zastávky a tři stanice. Trať začínala v tehdejší hlavní stanici MÁV v Banské Bystrici, která se nacházela přibližně v místech dnešního Městského úřadu. Asi 1,3 km vedla souběžně s tratí do Podbrezové směrem k obci Majer (dnes městská část Banské Bystrice), kde se odpojila a obloukem doleva se začala stáčet zpět k Banské Bystrici. Cestou překonala mimo jiné kanál později zrušené vodní elektrárny a pokračovala nad tehdejší Městskou nemocnicí (nyní známou jako Stará nemocnica). Poté pokračovala v těsné blízkosti současné trati až do místa, kde překonala Rudlovský potok a začala se stáčet doleva. Průběh trati zde přibližně kopíroval dnešní ulice Profesora Sáru a Komenského. V traťovém kilometru 4,8 se nacházela první zastávka Banská Bystrica. Za zastávkou trať vedla náspem s opěrnou zdí a klenutým podchodem, přičemž klesala do údolí říčky Bystrice. V kilometru 6,4 se nacházela zastávka Kostiviarska a trať dále klesala až do stanice Svätý Jakub v kilometru 8,5. Od této stanice trať začala stoupat. V kilometru 10,2 se trať po železném mostě dostala na pravý břeh Bystrice, kde se v kilometru 10,595 nacházela stanice Ulmanka. Od stanice trať pokračovala stoupáním po pravém břehu až do kilometru 12,4, kde se přes železný most s rozpětím 17 metrů dostala na levý břeh. Konečná stanice Harmanec-papiereň se nacházela v kilometru 12,527. Za stanicí trať pokračovala dál, po železném mostě znovu překonala říčku a končila v areálu papírny.
Kvůli použití poměrně těžkého železničního svršku a nutnosti přestavby železniční stanice v Banské Bystrici patřila trať Banská Bystrica – Harmanec mezi nejdražší železniční stavby své doby na území Slovenska. Kromě běžných zemních prací bylo nezbytné postavit také několik mostů a propustků, které tvořily více než polovinu celkových nákladů. Největším z nich byl železný most s rozpětím 17 metrů, nacházející se před vjezdem do stanice Harmanec-papiereň. Celkové náklady na stavbu trati dlouhé pouhých 12,8 km dosáhly 2 956 000 korun, přičemž 50,4 % této částky připadlo právě na mosty a propustky.
Běžný provoz na trati zahrnoval přepravu nákladů pro papírnu i osobní dopravu. V roce 1935 byly denně provozovány dva páry osobních vlaků a jeden pár nákladních vlaků. Cesta osobním vlakem trvala přibližně 46 minut směrem do Harmance a 41 minut při návratu do Banské Bystrice.
V rámci plánů na propojení Banské Bystrice s Turcem bylo ve 30. letech 20. století zvažováno prodloužení právě této trati. Kvůli nevyhovujícím parametrům stávající trasy (minimální poloměr oblouku 200 m a stoupání až 25 ‰) však byla zvolena výstavba zcela nové trati Banská Bystrica – Dolná Štubňa.
Nová trať byla slavnostně uvedena do provozu 19. prosince 1940. V tento den bylo vyhláškou Ministerstva dopravy a veřejných prací (MDVP) dovoleno železničnímu podniku Miestna dráha Banská Bystrica-Harmanec, úč. spol. ukončit osobní dopravu na této trati. Od 15. listopadu 1943 zastavil železniční správní úřad veškerý provoz na trati a 9. února 1944 vláda výnosem zrušila původní uherskou koncesi na provoz dráhy.

## Pozůstatky trati a současný stav
Po zrušení trati zůstala jako vlečka využívána její část mezi stanicemi Ulmanka a Harmanec-papiereň. Tato část byla napojena na novou trať vlečkou ze stanice Uľanka na nové trati. Místo napojení se nachází přibližně v kilometru 11,9 staré trati a umožňuje přímé pokračování vlečky do areálu papírny. Ze stejného místa napojení bylo možné úvratí pokračovat po úseku staré trati směrem dolu, kde tato vlečka končila v areálu pily Smrečina v Uľance, která byla vybudována v místech staré stanice Ulmanka. Tato část vlečky však byla v souvislosti s výstavbou a přeložkou nové silnice zrušena 31. července 1969. V současnosti tak zůstala v provozu pouze horní část původní trati jako vlečka do harmanecké papírny.
Mezi zachovalé objekty staré trati patří zejména budovy zastávky Banská Bystrica a železniční stanice Ulmanka, která je dnes součástí areálu místní pily. Budova zastávky v Banské Bystrici v ulici Pod Jesenským vŕškom je evidována jako nemovitá kulturní památka. Zachován zůstal také klenutý podchod trati s náspem a opěrnou zdí nedaleko zastávky v původním traťovém kilometru 5 a železný most přes říčku Bystrici v kilometru 10,2 před stanicí Ulmanka.

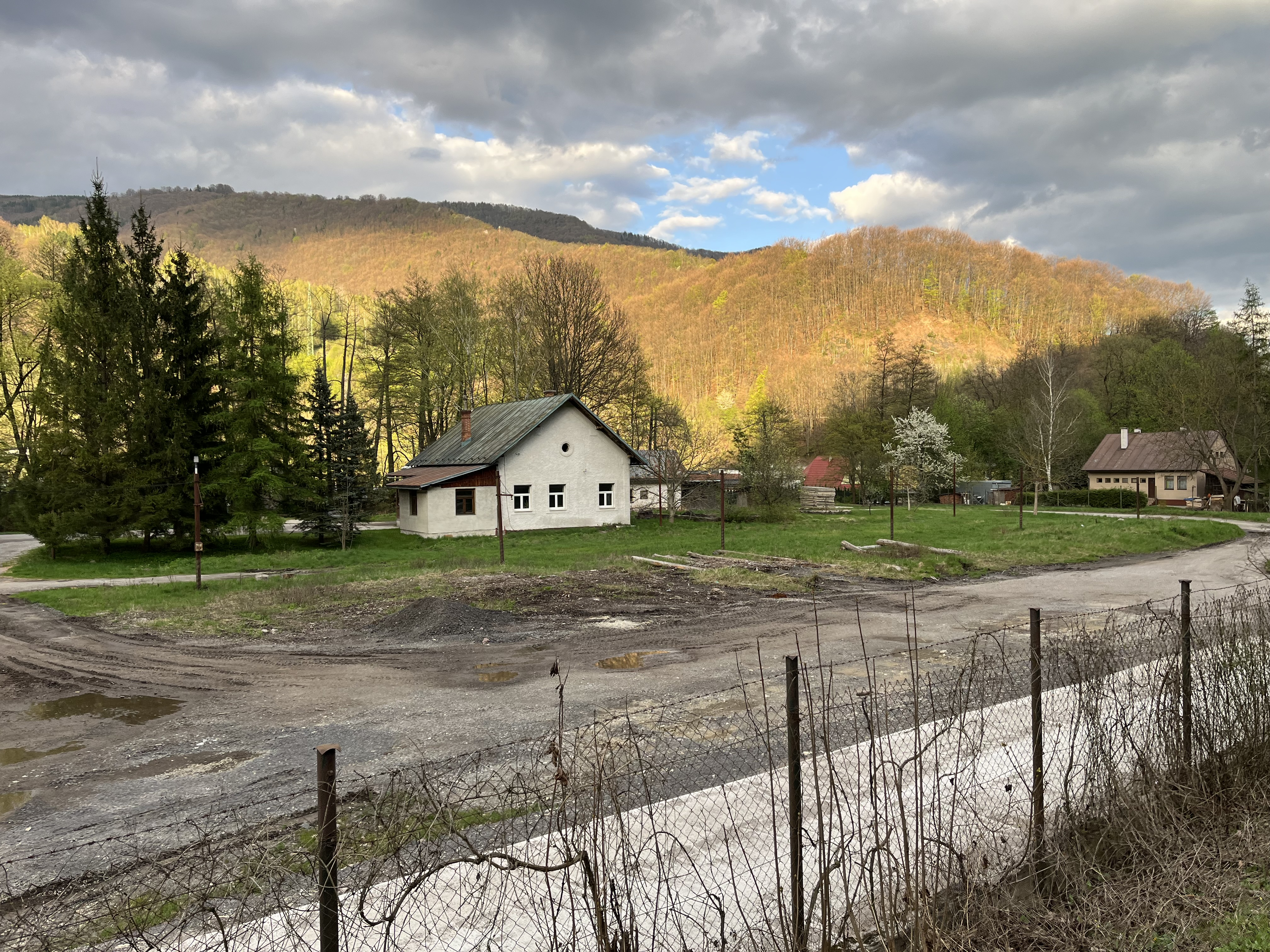
Budova bývalé železniční stanice Ulmanka v obci Uľanka se nachází v areálu pily
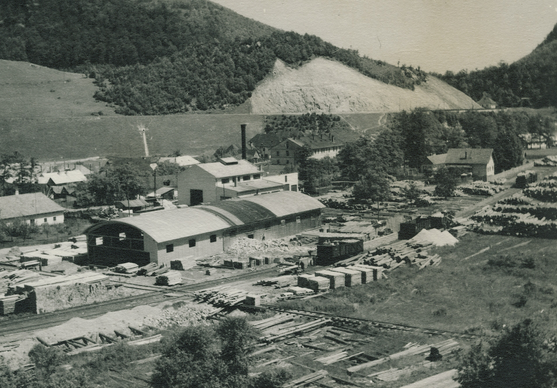
Areál pily v obci Uľanka s budovou bývalé stanice Ulmanka (v pozadí vpravo), která se dochovala do současnosti
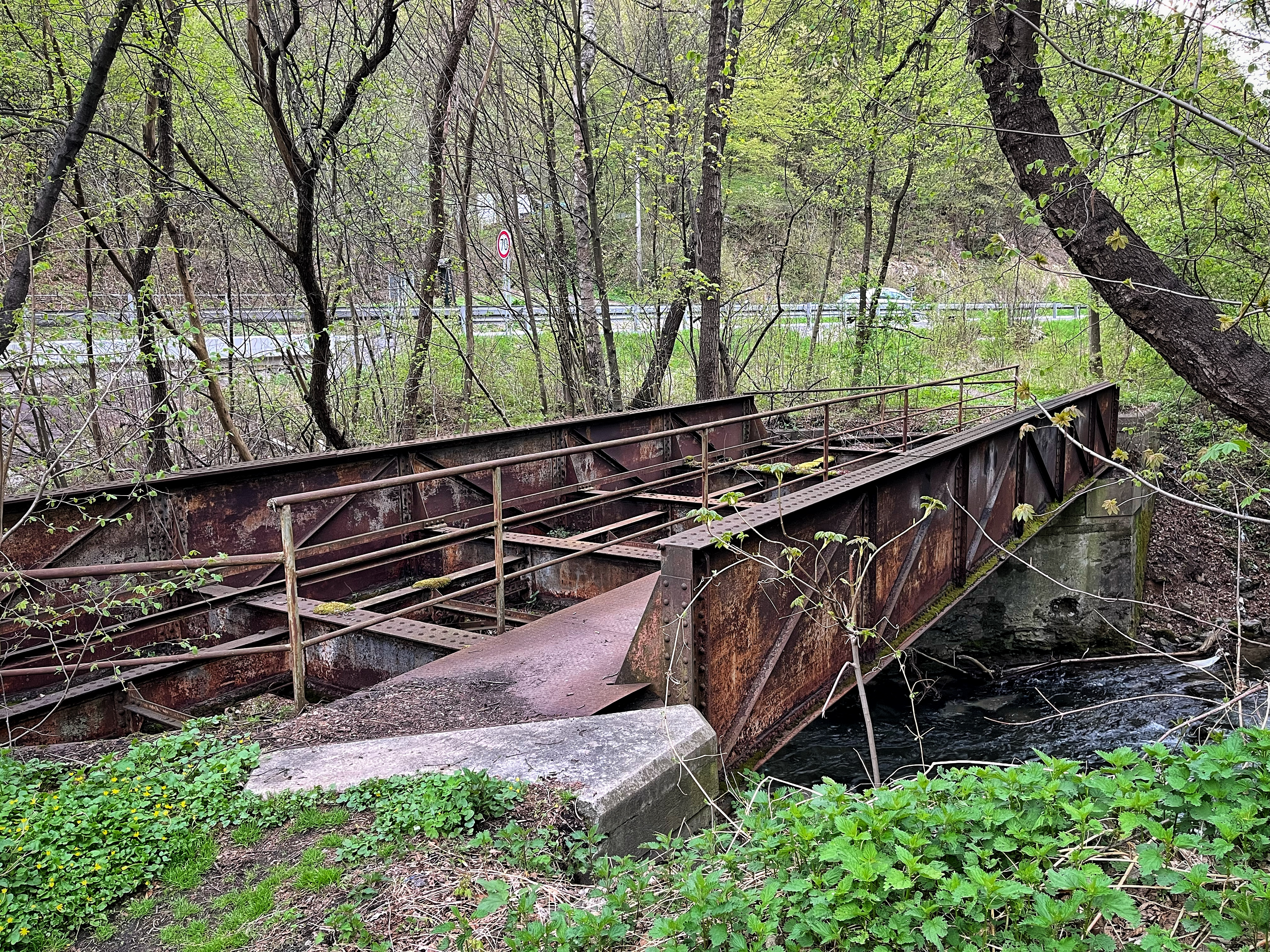
Dochovaný železný most přes říčku Bystrici nedaleko od stanice Ulmanka
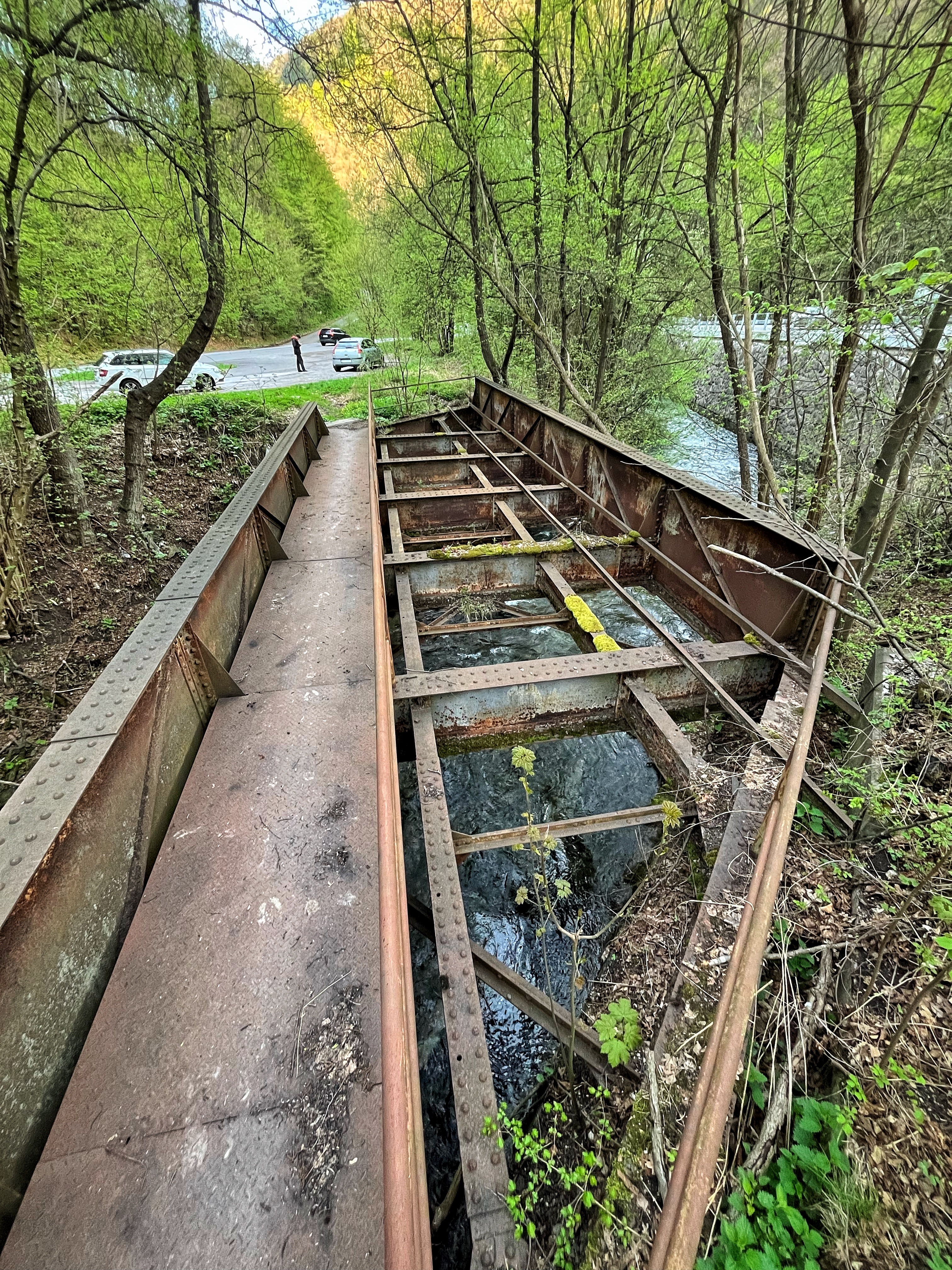
Dochovaný železný most přes říčku Bystrici nedaleko od stanice Ulmanka
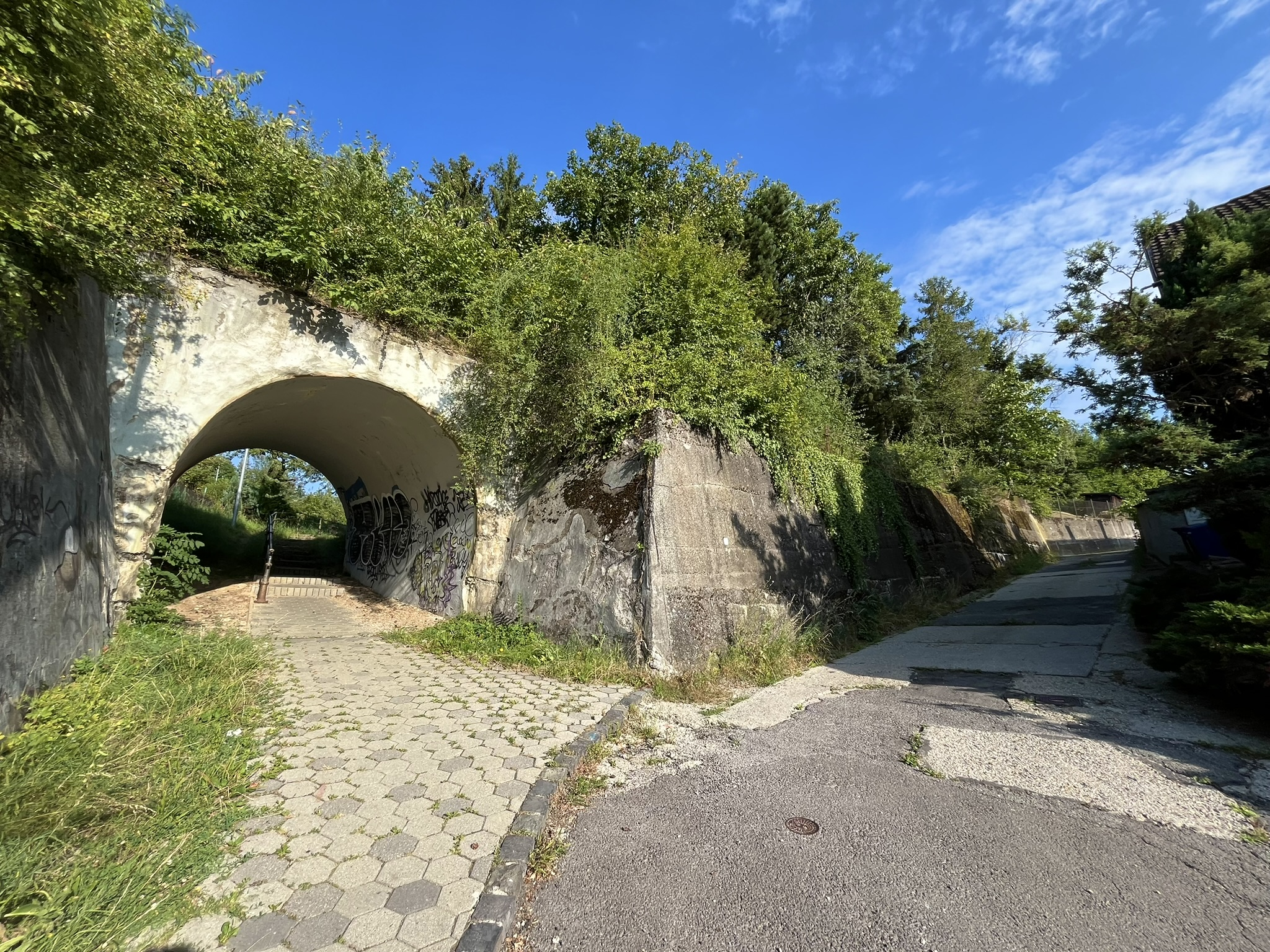
Klenutý podchod pod tratí s opěrnou zdí v ulici Pod Jesenským vŕškom nedaleko zastávky Banská Bystrica, jejíž budova se také dochovala a je památkově chráněna